# Mautmühle
Eine Mautmühle oder auch Lohnmühle war eine Mühle, in der gegen Entrichtung einer Maut (Gebühr, Abgabe) gemahlen werden konnte.
Der Mahllohn bestand meist aus einem Anteil an Getreide, der sogenannten Metze. Da das Erbauen von Mühlen oft den Grundherren vorbehalten war oder die örtlichen Gegebenheiten nicht überall Mühlen erlaubten, gab es in vielen Orten eine oder mehrere Mautmühlen. Bauern, die keine eigene Gemachmühle besaßen, mussten auf Grund des Mühlenzwanges ihre Getreideernte dann in den Mautmühlen mahlen lassen. Bis in das 20. Jahrhundert hinein war diese Mühlenform verbreitet.
Eine besondere Form war die Umtauschmüllerei. Dabei übergibt der Lieferant sein Getreide zum Mahlen und erhält sofort gleichartiges gemahlenes Getreide zurück. Er bezahlt ebenfalls nur für das Mahlen. Im ländlichen Bereich hatte die Umtauschmüllerei für die Handwerksmühlen bis zum Anfang des 20. Jahrhunderts eine große wirtschaftliche Bedeutung.
Ein weiteres Abrechnungsverfahren ist für die Ölper Mühle in Braunschweig überliefert: Da die Mühle vor den Stadttoren lag und die Bürger das Getreide dorthin ausführen mussten, war dies nur durch Erwerb eines sogenannten Metteteken beim Zollschreiber der Stadt möglich. Mit diesem passierten sie das Stadttor und gaben es beim Müller ab. Dieser verwahrte die Zettel in einer Zisekiste und löste sie beim Zollschreiber gegen Geld ein.
Die Lohnmüllerei wurde im 19. Jahrhundert durch die vorwiegend industriell betriebene Handelsmüllerei verdrängt.